# Sędzia

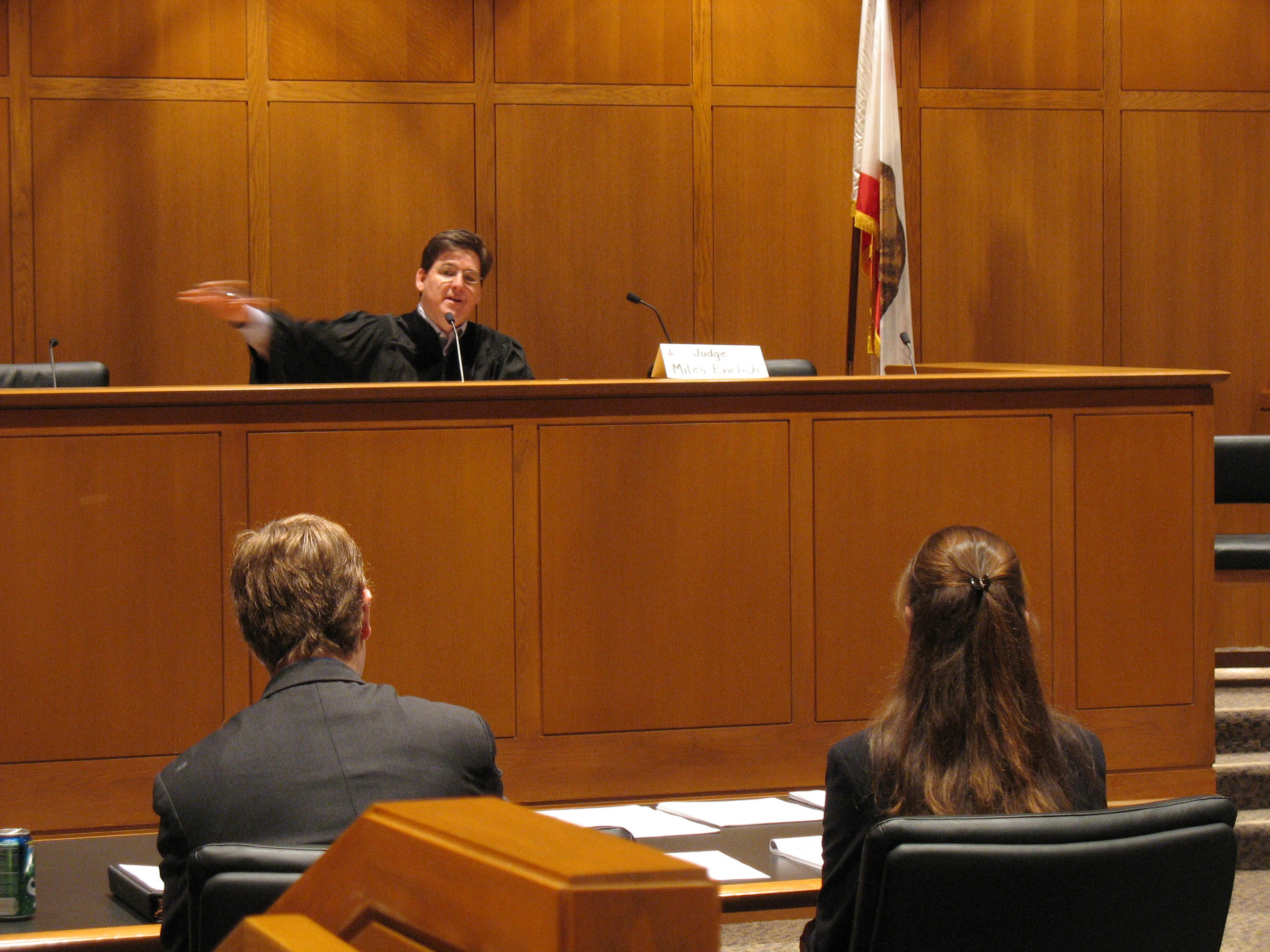
Sędzia amerykańskiego sądu

Sędzia – funkcjonariusz publiczny uprawniony do orzekania w sprawach należących do właściwości sądów i trybunałów, na zasadach niezawisłości i bezstronności.
W języku polskim tym samym słowem określa się zarówno mężczyzn jak i kobiety wykonujące ten zawód, aczkolwiek w przypadku kobiet stosuje się odmianę żeńską (ta sędzia, tej sędzi). Wyłącznie w języku potocznym na określenie kobiety pełniącej tę funkcję używane bywa słowo sędzina. Zgodnie z zasadami języka polskiego słowo sędzina oznacza wyłącznie żonę sędziego.